# Dialeto brasiliense
O dialeto brasiliense, ou candango, é um dialeto do português brasileiro, que tem como região geográfica falante a cidade de Brasília e também a Região Integrada de Desenvolvimento do Distrito Federal e Entorno.
Este dialeto é resultante dos fluxos migratórios ocorridos a partir de 1955, quando se iniciou a construção da nova capital. Esses fluxos de migrantes trouxeram para a capital brasileira várias formas de falar o português (de todo o terrítório brasileiro). A miscigenação de todos os costumes de fala do Brasil é característica fundamental do sotaque da capital federal do país, visto que a população da cidade é fruto de imigrações recentes de todos os lugares do Brasil

## Gramática

### Índice de segunda pessoa
No dialeto brasiliense, tem havido um ressurgimento do uso de tu como índice de segunda pessoa, ao lado do índice mais comum no Brasil, você. Aquele índice, contudo, só é usado em situações discursivas que conotam solidariedade ou pertencimento a um grupo, principalmente entre adolescentes do sexo masculino das regiões administrativas do Distrito Federal (mas não entre esses adolescentes e as adolescentes do sexo feminino, por exemplo). Em todos os casos, a conjugação segue a terceira pessoa (tu foi, tu disse, etc.).

## Léxico
- Balão = Rotatória
- Bandeirante = Núcleo Bandeirante
- Baú = Ônibus
- Biscoito = Bolacha
- Bloco = Prédio residencial
- Cabuloso = Impressionante
- Camelo = Bicicleta
- Candanga = Candangolândia
- Careta = Cigarro
- Catiar = Zombar
- Chegado = Amigo
- Colado = Amigo íntimo
- Curtir um peso = Ouvir rap ou hip hop
- De rocha = Sério, de verdade
- Dim-Dim = Chupa-Chupa, geladinho
- Eixão = Eixo Rodoviário de Brasília
- Eixinho = Vias paralelas ao Eixão
- Embaçado = Deu ruim
- Esparro = Algo ou alguém exagerado
- Estriquinado = Maluco
- Flor do Cerrado = Torre de TV Digital de Brasília
- Gel = Cerveja
- Ímpares = Quadras 100, 300, 500, 700 e 900 do Plano Piloto
- Lixeiro = Gari
- Lombrado = Alucinado
- Lupa = Olhos / Óculos
- Mandioca = Aipim, macaxeira
- Nos pano = Bem vestido
- Paia = Algo chato, ruim
- Pão de Sal = Pão francês
- Parada = Parada de ônibus, ponto de ônibus
- Pardal = Radar de trânsito
- Pares = Quadras 200, 400, 600 e 800 do Plano Piloto
- Pedera = Otário
- Pegar o beco = Ir embora
- Peita = Camisa
- Pelejou = Tentou, brigou
- Pivete = Menino de rua
- Plano = Plano Piloto
- Quebra-mola = Lombada
- Rodô = Rodoviária do Plano Piloto
- Satélite = Cidade-satélite
- Semáforo = Sinaleira, Farol
- Se pá = Se der certo
- Sinal = Sinaleira, Farol
- Taguá = Taguatinga
- Tesourinha = Trevo
- Tesourinha = Retorno feito pela Tesourinha
- Torre = Torre de TV de Brasília
- Torre Digital = Torre de TV Digital de Brasília
- Véi = Vocativo usado entre amigos, "Meu", "Cara", "Mano"
- Zebrinha = Micro-ônibus, originalmente com listras verticais nas laterais